# Moskovium
Moskovium (engelska: moscovium), tidigare även ununpentium, är ett grundämne med det kemiska tecknet Mc och atomnumret 115. IUPAC föreslog i juni 2016 det permanenta namnet moscovium för grundämnet, avlett från den latinska formen av namnet på staden Moskva. Det namnet  blev formellt accepterat 30 november 2016. Det svenska namnet beslutades 2017 av Svenska Kemisamfundets nomenklaturutskott.

## Vetenskapshistoria
Den 1 februari 2004 rapporterades att ryska och amerikanska vetenskapsmän hade lyckats skapa moskovium och nihonium. Gruppen rapporterade att de genom att bombardera americium (grundämne nummer 95) med kalcium (grundämne nummer 20) hade framställt fyra atomer av moskovium. Dessa atomer hade sönderfallit till nihonium på bråkdelar av en sekund. De framställda nihonium-atomerna hade därefter existerat i 1,2 sekunder innan de sönderföll till kända grundämnen.
Grundämnet blev officiellt erkänt den 30 november 2016 och togs med i det periodiska systemet.